# Beyblade: Let It Rip!
Beyblade: Let It Rip!, sous-titré Hyper vitesse!, est un jeu vidéo développé par Takara, inspiré par la franchise japonaise Beyblade, et initialement sorti sur PlayStation en 2001. Il est exporté en Amérique du Nord et distribué par Crave Entertainment en 2002, avant une distribution européenne par Atari en 2003.

## Système de jeu
Le jeu s'inspire de la franchise japonaise Beyblade et reprend les personnages de la première saison de celle-ci. Le joueur peut choisir entre Kenny, Tyson, Max et Kaï. Le jeu, qui est dépourvu de scénario, se compose de deux modes :  « Tournoi » et « Combat libre »,. Le mode « Tournoi » est le mode histoire du jeu, et propose 11 matchs. Le mode « Combat libre » permet au joueur d'incarner ou d'affronter d'autres personnages de l'anime, ou des personnages personnalisés sauvegardés sur carte mémoire. Les combats se font avec des toupies (les Beyblades) que le joueur peut également personnaliser. Pour personnaliser sa Beyblade, le joueur doit remporter des points lors des combats.

## Accueil
Le jeu a été généralement mal accueilli par la presse spécialisée. Chris Roper d'IGN lui attribue une note de 1,5/10 clamant que c'est un « jeu absolument horrible » où le concept de combats de toupies est « le pire jamais pensé dans l'histoire de l'humanité. » Il fustige aussi la bande sonore qui « est un mélange soûlant de percussions répétitives, de synthétiseurs stridents et de guitares qui donnent mal au cœur. » HonestGamers lui attribue 1 étoile sur 5 concluant ainsi qu'« il ne faut pas donner sa chance à ce jeu. Il ne mérite aucun éloge. »
Côté francophone, Logan de Jeuxvideo.com attribue au jeu une note de 7/20 arguant qu'il « a clairement été pensé pour les connaisseurs de l'animé » mais qu'avec « une réalisation bâclée, une durée de vie moyenne et un intérêt limité [...] les fans devront également s'en méfier. »